# Максмері
{{Озеро| зраження        = 
| зображення_розмір = 
| під          = 
| карта             = 
| карта_підпис      = 
| розташування = [[Сааремаа }
| коордиати =
|lat_deg = 58 | lat_min = 15 | lat_sec = 29 | lat_dir =| карта розташування = Естонія
| розмір карти       = 300
| карта розташування1 
| роlзмір карти1       =
| країни =
| тип    =
| гпа  =
| площа  = 0,039
| висота =
| сеедня_глибина =
| максимальна_глибина =
| розмір  =
| довжина =
| ширина  =
| берегова_лінія = 1,044
| об'єм =
| режим =
| солоність =
| температура =
| острови =
| вливаються =
| витікають =
| басейн =
| країни_басейну =  Естонія
| міста =
| примітки =
}}
Ма́ксмері (ест. Maksmeri) — природне озеро в Естонії, у волості Ляене-Сааре повіту Сааремаа.

## Розташування
Максмері належить до Західно-острівного суббасейну Західноестонського басейну.
Поблизу озера розташовані села Гіммісте та Йиґела.
Акваторія водойми входить до складу заказника Карала-Пілґузе (Karala-Pilguse hoiuala).

## Опис
Загальна площа озера становить 3,9 га. Довжина берегової лінії — 1 044 м.